# 12・ゲージ
12・ゲージ（トゥウェルブ・ゲージ、英語: 12 Gauge）は、アメリカ合衆国のラッパー。
本名はアイザイア・ピンクニー（Isiah Pinkney）。
ジョージア州出身。
DJとして音楽活動を始め、1990年代初頭にラップに転向した。Billboard Hot 100で28位を記録し、ゴールド認定された『ダンキー・バット』で知られている。

## ディスコグラフィ
- 12・ゲージ（スコッティ・ブラザーズ・レコード、1994）US Billboard 200 ピーク #141, US R&B ピーク #44[2]
- レット・ミー・ライド・アゲイン（スコッティ・ブラザーズ・レコード、1995年）
- フリーキー・ワン（ロードランナー・レコード、1998年）
- ダ・ショットガン・キッド（カタパルト・レコード、2009年）

## シングル
- ダンキー・バット（プリーズ・プリーズ・プリーズ） - Billboard Hot 100 ピーク #28, ホット・ラップ・シングル ピーク #3[3]